# Дукля (журнал)
«Дукля» — літературно-мистецький публіцистичний журнал українців Словаччини.
Станом на 2017 журнал видає Спілка українських письменників Словаччини (словац. Spolok ukrajinských spisovateľov na Slovensku), Пряшів.
Виходить за фінансової підтримки з боку словацької держави в рамках програми «Культура народних меншин», однак кілька років тому її урізали до мінімуму.
Основні рубрики: «Поезія», «Проза», «Публіцистика», «Гей хто в світі озовися» (про українців діаспори), «Рецензії», «Україна видає» (книжкові новинки).

## Історія
Заснований в 1953. Після заснування Гуртка українських письменників у Словаччині (1952) при загальнодержавній письменницькій організації зродилася думка заснувати журнал який би став трибуною літератури, публіцистики, та мистецтва українців Чехословаччини. На початку 1953 року вийшов перший номер «Дуклі», в якому друкувалися статті українською і російською. Цей історичний момент відбувся у 50-х роках минулого століття, коли національно-культурне життя українців Чехословаччини опинилося перед питанням національної орієнтації. Спершу виходив як квартальник, а з 1962 року виходить як двомісячник. Сторінки «Дуклі» — це сторінки тодішньої Чехословаччини. У 50-60 рр. виразне місце займає національно-визвольна війна проти фашизму, Словацьке національне повстання. Ці теми розроблялися в художній прозі, мемуаристиці, поезії, публіцистиці. Другою великою темою української л-ри в Чехословаччині було село.
Журнал має давню традицію неформальної співпраці з письменниками України. Він активно підтримував шістдесятників, надаючи в ті непрості часи свої сторінки для їхніх творів: це, насамперед, стосується проскрибованих поезій Ліни Костенко, Миколи Холодного, статей Євгена Сверстюка й інших. Також з ініціативи чеських україністів на сторінках говорилося про авторів, яких раніше не друкували взагалі: Олександр Олесь, Наталена Королева, Володимир Винниченко, Дмитро Фальківський, Богдан Ігор Антонич та інші.
На сторінках «Дуклі» з поетичними та прозовими творами, літературознавчими матеріалами виступали В. Ґренджа-Донський, І. Мацинський, Є. Бісс, О. Зілинський, Ф. Іванчов, М. Мольнар, І. Галайда, М. Неврлий, Ю. Бача, М. Мушинка, С. Гостиняк, В. Дацей, І. Яцканин та інші. Журнал видавала Українська Філія Спілки Словацьких Письменників, що має осідок в Пряшеві. Зараз існує здебільшого завдяки зусиллям головного редактора Івана Яцканина та добровільним пожертвам читачів. «Дукля» — єдиний та останній літературний журнал української діаспори в Словаччині.

## Редакція
Головним редактором журналу є письменник Іван Яцканин.
До редколегії журналу входять: Григорій Гусейнов, Анатолій Качан, Василь Дацей, Степан Гостиняк, Ярослав Джоганик, Прокіп Колісник, Ганна Коцур, Мирослав Іллюк.
Адреса редакції: 080 01 Prešov, ul. Požiarnicka 17.
Зі звернення редакції: «Шановні читачі! Якщо вам не байдужа дальша доля журналу „Дукля“, просимо підтримати її своїми пожертвами, які слід надсилати на рахунок: VUB Prešov číslo účtu: 28434572/0200»